# Pháp luật Đại Việt thời Trần
Pháp luật thời Trần trong lịch sử Việt Nam vốn kế thừa từ hệ thống pháp luật thời Lý, có bổ sung hoàn thiện hơn.

## Hệ thống luật
Năm 1230, Trần Thái Tông đã cho xét các luật lệ đời trước, sửa đổi san định thể lệ cho làm ra sách Quốc triều thông chế gồm 20 quyển, quy định về tổ chức chính quyền. Sau đó qua vài lần sửa chữa bổ sung, nhà Trần lại ban hành bộ Quốc triều hình luật.
Cơ quan pháp luật nhà Trần được tăng cường hoàn thiện hơn nhà Lý. Trong triều có thẩm hình viện chuyên xét xử việc hình ngục. Cuối thế kỷ 13, nhà Trần lập ra Viện đăng văn kiểm pháp, lấy các đại thần phụ trách. Năm 1332, Nguyễn Trung Ngạn phụ trách cơ quan này lại lập ra thêm nhà bình doãn xử án.
Việc tuyển chọn các quan làm chức vụ này có tiêu chuẩn thanh liêm, thẳng thắn.

## Nội dung

### Hình sự
Pháp luật nhà Trần khá nặng. Các tội trộm cắp lần đầu bị đánh 80 trượng, thích chữ lên mặt và phải đền cho chủ theo tỉ lệ mất 1 đền 9; nếu không đền đủ phải gán vợ con làm nô tì. Người tái phạm tội sẽ bị chặt chân tay; ai tái phạm tới lần thứ 3 sẽ bị giết.
Với tội gian dâm, pháp luật cho phép giết chết kẻ gian dâm nếu bắt tại trận; gian phu được quyền nộp 300 quan chuộc tội, gian phụ phải về nhà chồng làm nô tì.

### Phân chia tầng lớp
Đại quý tộc, trước hết là vua và hoàng gia được pháp luật dành cho đặc quyền, đặc lợi. Cùng tội danh phỉ báng triều đình như nhau, người trong hoàng tộc là Trần Lão có thể dùng 1000 quan tiền chuộc nhưng nô lệ tên là Khoáng đồng mưu thì bị xử lăng trì.
Nô tì của vương hầu, công chúa phải thích chữ vào mặt, mang hiệu của chủ, nếu không sẽ bị coi là giặc cướp. Nô tì không được kết hôn với quý tộc; cha con vợ chồng gia nô trong nhà không được tố cáo nhau.
Nhà Trần cho đặt một quả chuông lớn trong lầu để dân chúng kêu oan thì đến gõ chuông.

### Đối với nông nghiệp
Pháp luật thời Trần xác nhận và bảo vệ quyền tư hữu tài sản, nhất là ruộng đất. Để bảo vệ và khuyến khích nghề nông, nhà Trần theo lệ nhà Lý, cấm giết trâu bò bừa bãi nếu giết sẽ nộp ba con trâu hoặc bò và đánh 80 trượng, nếu người nhìn thấy mà không cáo lên vua thì sẽ phạt một con trâu hoặc bò và đánh 100 trượng tội che giấu.
Pháp luật còn coi việc xây dựng đê điều và các công trình thủy lợi là công việc của triều đình và toàn dân. Vào tháng 6, tháng 7 hàng năm, nếu các quan hà đê lười biếng để dân cư phải trôi dạt, lúa bị ngập thì sẽ bị xử tội.